# Paraliparis lasti
Paraliparis lasti és una espècie de peix pertanyent a la família dels lipàrids. Fa 18,5 cm de llargària màxima i tenen setanta vèrtebres. És un peix marí i batidemersal que viu entre 1.000 i 1.152 m de fondària al talús continental. És bentònic. Es troba a l'Índic oriental: Austràlia. És inofensiu per als humans.